# Marie Nordstrom
Maria Nordstrom (Fort Apache, 12 aprile 1886 – settembre 1979) è stata un'attrice statunitense.
Nata in Arizona nel 1886, a Fort Apache, era sposata all'attore e produttore teatrale Henry E. Dixey. Il suo nome appare in cartellone in numerosi spettacoli di Broadway già dal 1904. Nel 1935 girò anche un cortometraggio, Watch the Birdie.

## Spettacoli teatrali
- Henry E. Dixey and Company (Broadway, 17 ottobre 1904)
- The Man on the Box (Broadway, 3 ottobre 1905)
- Papa Lebonnard (Broadway, 28 aprile 1908)
- The Devil (Broadway, 18 agosto 1908)
- Bought and Paid For (Broadway, 26 settembre 1911)
- The Charm of Isabel (Broadway, 5 maggio 1914)
- The Passing Show of 1917 (Broadway, 26 aprile 1917)
- Girl o' Mine (Broadway, 28 gennaio 1918)
- Bought and Paid For (Broadway, 7 dicembre 1921)
- Lady Bug (Broadway, 17 aprile 1922)
- Fashions of 1924 (Broadway, 18 luglio 1923)
- Sweetheart Time (Broadway, 19 gennaio 1926)
- Mirrors (Broadway, 18 gennaio 1928)
- The Sap Runs High (Broadway, 4 febbraio 1936)

## Filmografia
- Watch the Birdie, regia di Lloyd French (1935)